# Summit-Air-Flug 409
Der Summit-Air-Flug 409 (Flugnummer ICAO: SMA409) war ein Frachtcharterflug von Kathmandu nach Lukla, der am 27. Mai 2017 mit einer Let L-410 der Summit Air durchgeführt wurde. Kurz vor der Landung auf dem Flughafen Lukla kam es zum Kontrollverlust und Absturz der Maschine, wobei zwei der drei Insassen ums Leben kamen.

## Maschine
Die verunfallte Maschine war eine im Jahr 2014 gebaute Let L-410UVP-E20 aus tschechischer Produktion, welche die Werknummer 972917 und die Modellseriennummer 2917 trug. Die Maschine wurde im März 2014 mit dem Luftfahrzeugkennzeichen OK-JDL auf den Hersteller zugelassen. Später wurde die Maschine an die nepalesische Fluggesellschaft Goma Air übergeben, die diese mit dem Kennzeichen 9N-AKY zuließ. Als sich die Goma Air am 13. März 2017 in Summit Air  umbenannte, ging die Maschine formal bei der neuen Eigentümerin in Betrieb. Das zweimotorige Regionalverkehrsflugzeug war mit zwei Turboprop-Triebwerken des Typs General Electric H80-200 ausgestattet. Bis zum Zeitpunkt des Unfalls hatte die Maschine eine Gesamtbetriebsleistung von 2.550 Betriebsstunden absolviert, auf die 5.467 Starts und Landungen entfielen.

## Insassen und Fracht
Es befanden sich drei Besatzungsmitglieder an Bord der Maschine, ein Flugkapitän, ein Erster Offizier und ein Lademeister. Der 48-jährige Flugkapitän (* 1. Januar 1969) verfügte über 9.687:02 Stunden Flugerfahrung, wovon er 1.897:25 Stunden im Cockpit der Let L-410 absolviert hatte. Der 27-jährige Erste Offizier (* 4. April 1990) konnte 1.311 Stunden Flugerfahrung vorweisen, wovon 1.028:55 Stunden auf die Let L-410 entfielen. Es befanden sich 1.680 kg Fracht an Bord.

## Unfallhergang
Die Maschine startete um 13:29 Uhr aus Kathmandu zum Flug nach Lukla. Dort war es zunächst bewölkt und es regnete stark, doch nach einer Stunde Starkregen klarte das Wetter auf und es wurde wieder gute Sicht gemeldet. Um 13:55 Uhr nahmen die Piloten Kontakt mit der Flugsicherung auf und meldeten, dass sie sich querab vom Flughafen Rumjatar befanden und den Sinkflug aus einer Höhe von 11.300 Fuß einleiteten. Die Flugsicherung gab den Piloten daraufhin die aktuellen Wetterdaten für Lukla durch, ebenso wie für den Weg von Kathmandu nach Lukla, wobei sie sich mit diesen Werten auf die Aussagen der Besatzung des Eurocopter AS350 mit dem Luftfahrzeugkennzeichen 9N-AGU bezogen, der aus Lukla in Richtung Kathmandu gestartet war. Nur vier Minuten später meldete die Flugsicherung, dass sich die Wetterverhältnisse verschlechterten. Obwohl es nicht regnete und die Endanflugbahn sichtbar war, stieg Nebel auf, der die Sicht zunehmend einschränkte. Die Wetterbedingungen verschlechterten sich weiter, worüber der Fluglotse die Piloten laufend informierte. Etwa 30 Sekunden, nachdem die Maschine in das Tal eingeflogen war, in dem sich der Flughafen Lukla befindet, gab die Flugsicherung den aktuellsten Wetterbericht durch. Die Piloten teilten mit, dass sie bis nach Bhatkeko Daada fliegen und dort entscheiden würden, ob sie eine Landung durchführen. Der Flugkapitän äußerte, dass er durch den Nebel stellenweise klare Sicht auf das Gelände hatte. Während sie den Anflug fortsetzten, sichteten beide Piloten 64 Sekunden vor dem Aufprall aus einer Höhe von 9.100 Fuß die Landebahn. Während der Anflug fortgesetzt wurde, kam die Maschine um 15 Grad nach rechts vom Kurs ab und sank auf eine Flughöhe von 8.500 Fuß, obwohl sich die Landebahnschwelle von Lukla in 8.900 Fuß befindet. Die Piloten versuchten daraufhin, die Maschine steigen zu lassen, um die Landebahnschwelle in der Landekonfiguration zu erreichen. Die Let erreichte daraufhin einen Anstellwinkel von 25 Grad, woraufhin die Fluggeschwindigkeit abfiel und es zu einem Strömungsabriss kam. Die Maschine streifte einen Baum und prallte 40 Meter vor der Landebahnschwelle gegen einen Berghang. Beide Piloten kamen ums Leben, der Lademeister überlebte schwer verletzt.

## Ursache
Die Flugunfallermittlungsbehörde Nepals übernahm nach dem Unfall die Ermittlungen zur Absturzursache. Die Ermittler kamen zu dem Schluss, dass der Absturz durch einen Strömungsabriss verursacht wurde, der sich aufgrund eines exzessiven Luftwiderstands ereignet hatte. Hierzu sei es gekommen, als der Anstellwinkel überkritische Werte erreicht hatte, nachdem mit der landekonfigurierten Maschine ein plötzlicher Steigflug durchgeführt wurde. Als beitragende Faktoren wurden die kritische Geländebeschaffenheit und die sich stetig verschlechterten Wetterbedingungen, der Verlust des Situationsbewusstseins durch den Flugkapitän, Verstöße gegen Standardbetriebsanweisungen durch den Flugkapitän und das Flugverkehrsmanagement ebenso angegeben wie eine inadäquate Reaktion auf eine Strömungsabrisswarnung, da der Flugkapitän im kritischen Augenblick nicht maximalen Schub gegeben hatte.